# Сьерра-Невада-де-Мерида

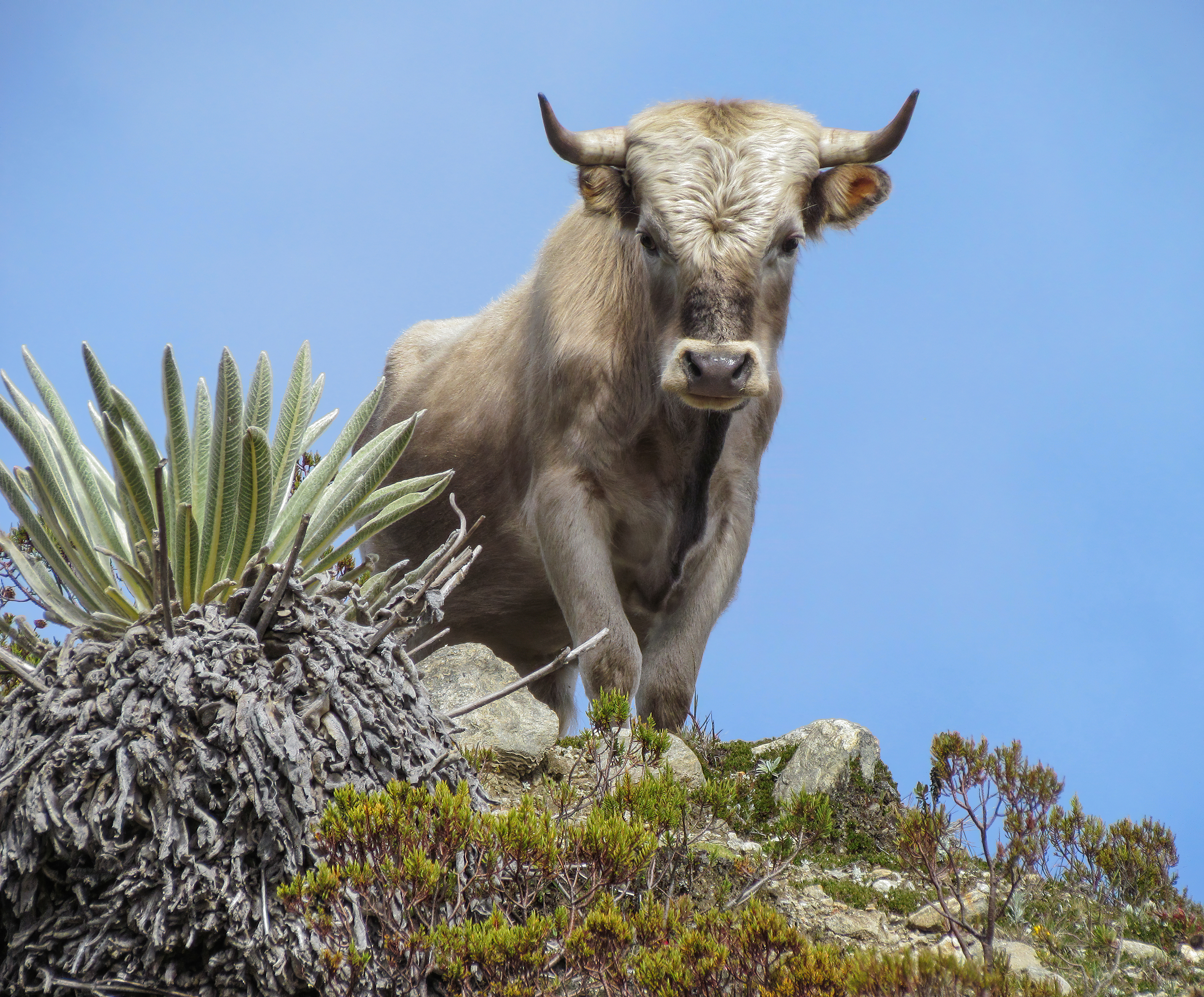
Дикий бык породы шароле в горах Сьерра-Невада-де-Мерида на высоте 4600 метров над уровнем моря

Сьерра-Невада-де-Мерида (известного под названием Сьерра-де-Мерида; исп. Sierra Nevada de Mérida) — горная цепь в Латинской Америке. Входит в состав горной системы  Анд.

## География
Сьерра-Невада-де-Мерида пересекает западную часть республики Венесуэла, в частности её штаты Лара, Апуре, Баринас, Мерида, Тачира и Трухильо (последние три почти полностью заняты горами). В Сьерра-де-Мерида находятся несколько важных пиков таких как Пик Боливара (4981 м), Бонпланд, Гумбольдта, которые являются самыми высокими в стране и которые расположены в штате Мерида. Большая часть хребта охраняется Национальным парком Сьерра-Невада и является единственным местом Венесуэлы, где можно наблюдать осадки в виде снега и льда. Флора и фауна гор разнообразна, выражена высотная поясность. В горах на высотах до 4 500 метров и выше встречается и одичавший скот.